# Robert Neumann
Robert Neumann (* 8. října 1972) je bývalý český fotbalista, záložník.

## Fotbalová kariéra
Hrál za Bohemians Praha, na vojně za FC Union Cheb, FK Jablonec, FC Slovan Liberec a OFC Neugersdorf. V lize nastoupil v 243 utkáních a dal 20 gólů. V evropských pohárech nastoupil v 9 utkáních a dal 1 gól.

## Ligová bilance
| Ročník                                   | Zápasy | Góly | Klub              |
| ---------------------------------------- | ------ | ---- | ----------------- |
| 1. československá fotbalová liga 1990/91 | 1      | 0    | Bohemians Praha   |
| 1. československá fotbalová liga 1991/92 | 15     | 1    | Bohemians Praha   |
| 1. československá fotbalová liga 1992/93 | 3      | 0    | Bohemians Praha   |
| 1. česká fotbalová liga 1993/94          | 28     | 7    | Bohemians Praha   |
| 1. česká fotbalová liga 1994/95          | 26     | 4    | Bohemians Praha   |
| 1. česká fotbalová liga 1995/96          | 29     | 3    | FK Jablonec       |
| 1. česká fotbalová liga 1996/97          | 30     | 3    | FK Jablonec       |
| 1. česká fotbalová liga 1997/98          | 28     | 0    | FK Jablonec       |
| Gambrinus liga 1998/99                   | 18     | 1    | FK Jablonec       |
| Gambrinus liga 1999/00                   | 28     | 0    | FC Slovan Liberec |
| Gambrinus liga 2000/01                   | 26     | 1    | FC Slovan Liberec |
| Gambrinus liga 2001/02                   | 11     | 0    | FC Slovan Liberec |
| CELKEM                                   | 243    | 20   |                   |

## Novinář
Po skončení aktivní kariéry se stal redaktorem deníku Sport. Po osmi letech se přesunul do redakce deníku Právo a webu Sport.cz, kde působí až dosud.